# Sarcophaga urceola
Sarcophaga urceola är en tvåvingeart som beskrevs av Shinonaga och Roger A. Beaver 1979. Sarcophaga urceola ingår i släktet Sarcophaga och familjen köttflugor. Inga underarter finns listade i Catalogue of Life.